# Bellegarde-Sainte-Marie
Bellegarde-Sainte-Marie là một xã thuộc tỉnh Haute-Garonne trong vùng Occitanie ở tây nam nước Pháp. Xã nằm ở khu vực có độ cao trung bình 230 mét trên mực nước biển.